# Stictoptera albifascia
Stictoptera albifascia là một loài bướm đêm trong họ Noctuidae.